# Francis Llewellyn Griffith
Francis Llewellyn Griffith (ur. 1862, zm. 1934) – brytyjski archeolog i językoznawca, egiptolog.
Urodził się 27 maja 1862 w Brighton. Z pochodzenia był Walijczykiem; jego ojciec, pastor John Griffith, był kierownikiem miejscowej szkoły (Brighton College), a matka, Sarah Foster, pochodziła ze środowiska bankierów. Miał ośmioro rodzeństwa, które po ojcu, wybitnym matematyku, odziedziczyło zdolności i pasję naukową. Początkowo jego zainteresowania obejmowały historią naturalną, zwłaszcza skamieliny, w późniejszym czasie zwrócił się ku filologii klasycznej i egiptologii
Nauki pobierał najpierw w Brighton College i pod kierunkiem ojca w domu, później uczęszczał do renomowanych szkół: publicznej w Sedbergh i prywatnej londyńskiej Highgate, gdzie powstało dożywotnie zafascynowanie cywilizacją staroegipską. W 1879 otrzymał stypendium na Uniwersytecie Oksfordzkim, gdzie w latach 1880-1882 studiował w Queen’s College.
Był dwukrotnie żonaty. Jego pierwszą żoną była Kate Bradbury, przyjaciółka Amelii Edwards, pisarki i entuzjastki egiptologii. W ciągu zaledwie sześcioletniego małżeństwa podzielała z nim zainteresowanie kulturą starożytnego Egiptu. Wspólnie byli autorami zarysu historii literatury staroegipskiej. Po jej śmierci Griffith odziedziczył pokaźny majątek swego teścia umożliwiający mu fundowanie egiptologicznych stypendiów. W 1909 ożenił się powtórnie z córką szkockiego chirurga Norą Macdonald, która również towarzyszyła mu w naukowych wyprawach do Egiptu.
21 stycznia 1939 przy oksfordzkim Ashmolean Museum został powołany egiptologiczny Instytut im. Griffitha.
Uczony zajmował się językiem staroegipskim, w szczególności koptyjskim. Wydał między innymi:
- The Inscriptions of Siût and Dêr Rîfeh (1889)
- Hieratic Papyri from Kahun and Gurob (Principally of the Middle Kingdom) (1898)
- Stories of the High Priests of Memphis: the Dethon of Herodotus and the Demotic Tales of Khamuas (1900)
- The Demotic Magical Papyrus of London and Leiden (1904-1921)
- Karanòg: the Meroitic Inscriptions of Shablul and Karanòg (1911).

Był również autorem haseł z zakresu archeologii egipskiej do renomowanej Encyclopaedia Britannica.